# 武庫川車両工業
武庫川車両工業株式会社（むこがわしゃりょうこうぎょう）は、かつて存在した日本の鉄道車両メーカー。阪神電気鉄道の完全子会社であった。
兵庫県西宮市に工場を置き、親会社の阪神電気鉄道向けの電車を中心とした鉄道車両の製造とメンテナンスに携わっていたほか、車両の製造修繕技術を生かした機械・製缶といった分野にも乗り出していた。同じ県内に本社を置く川崎重工業・アルナ工機（後に分社化、清算会社に）と並ぶ県内鉄道車両製造メーカーの一つでもあった。
本項では後継のメンテナンス業務を行っている阪神車両メンテナンス株式会社についても述べる。

## 沿革
武庫川車両工業の沿革は、1940年に創業した阪神車輌工業株式会社が1946年に摂津車輌株式会社に改名し、1956年に同社が清算された後、1957年に新たに設立されたものである。両社は別の会社であるが、参考文献の記述からも摂津車輌の再興であることがわかるため、同一の沿革のもとで紹介する。

### 年表
- 1940年（昭和15年）9月17日 - 阪神車輌工業株式会社設立
- 1946年（昭和21年） - 阪神車輌工業株式会社を社名変更して摂津車輌株式会社とし、出資も阪神電気鉄道と川西航空機株式会社の折半出資とする（資本金300万円）
- 1954年（昭和29年）12月15日 - 摂津車輌工業車両工場焼失
- 1956年（昭和31年）1月 - 摂津車輌工業株式会社清算
- 1957年（昭和32年）2月15日 - 武庫川車両工業株式会社設立（資本金700万円）
- 1972年（昭和47年）
  - 9月5日 - 武庫川技研株式会社を設立（資本金500万円）
  - 11月1日 - 三共マシン株式会社を買収
- 1983年（昭和58年）3月 - 本社を西宮市鳴尾浜に移転
- 2002年（平成14年）
  - 5月31日 - 業務の一部を継承した阪神車両メンテナンス株式会社を設立。
  - 9月30日 - 武庫川車両工業株式会社解散。

### 阪神車輌・摂津車輌時代
武庫川車両工業の前身である阪神車両工業は、阪神電鉄の車両修繕を目的として1940年9月に創業した。
戦時中も物資・人員不足に悩まされながらも事業を続けていたが、戦後間もない1946年には阪神だけでなく川西航空機の出資を仰いで両社の折半出資とし、同時に社名も摂津車輌工業株式会社に変更した。このような形態になったのは太平洋戦争（大東亜戦争、第二次世界大戦）の敗戦に伴って軍需工業の民需転換が行われるようになり、遊休施設の有効活用と従業員の勤務場所確保を図る必要があったためである。役員は阪神・川西両社の双方から派遣されていたが、従業員の大半は川西航空機の元社員であり、工場も川西航空機の鳴尾工場に移転した。
こうして設立された摂津車輌は、阪神の戦災車両や三宮駅構内で発生した地下線火災の被災車両の復旧工事に携わり、その後は阪神の車両の修繕だけでなくバスボディの製造も行うようになったが、その後は次第に経営不振に陥った。
1954年1月には工場の火災によって阪神から入場中の多くの車両が被災、そのうち6両が廃車された。このダメージは大きく、摂津車輌としての事業継続を断念して1956年に会社を清算した。

### 再出発
摂津車輌が携わっていた車両修繕業務は、阪神にとって経費節減に役立つものであった。
こうしたことから新会社を設立して業務を継承させることとなり、摂津車輌の清算1年後の1957年2月に新会社の武庫川車両工業を設立して業務を継承、定年退職者を多く雇用することで技術の継承を図るとともに修繕費のコストアップを防いだ。
その後は車両修繕業務に携わることで技術の向上を図り、1964年には7801形の中間T車である7901形の製造を受注、1965年には先頭車の7801形の製造も受注して、1966年からは阪神向けの新造車を全て同社で受注・製造することとなった。同時期には営業運転から撤退した1121,1141形小型車を事業用電動貨車である151形各形式へ改造する工事にも携わっているほか、1967年11月12日に実施された阪神新設軌道各線の架線電圧の直流1500Vへの昇圧対応工事にも携わった。
このように、同社は阪神を中心とした車両の製造・修理で社業を発展させるとともに、機械・製缶・電気など車両製造と関連の深い部門への進出を開始した。

### 多角化と挫折
同社は、鉄道車両の製造・修繕を通じて身につけ、蓄積した鈑金や製缶といった金属加工の技術を生かして、1960年代後半の高度経済成長期に多角化を志した。多角化の背景には、本業の車両製造・修繕部門が、同時期の阪神が輸送力増強のために毎年のように新車を発注していたことから、業績は順調に発展していたこともあり、新規事業に進出しやすいといったことが挙げられる。こうして車両を主軸に総合機械メーカーを目指した同社は、1972年9月に設計部門の子会社である武庫川技研株式会社を設立、同年11月には油圧機器メーカーの三共マシン株式会社を買収、子会社とした。こうして同社の事業内容は車両の製造・修繕を中心に、製缶、鉄骨加工、石油販売、電気機器製造、鋼材販売などの分野に大きく拡大、総合機械メーカーへと踏み出した。また、この時期には、鉄道車両の分野でも阪神以外に京福電気鉄道にも販路を拡大している。
ところが、1973年10月に発生した第四次中東戦争に端を発した第1次石油ショックが、同社の拡大路線に大きな影を落としてしまう。車両部門は親会社の阪神が車両を発注したり急行系車両の冷房改造に携わるなどして利益を確保することができたが、それ以外の事業分野は大幅な欠損を生じてしまった。同社は苦境打開のために事業の縮小を決意、事業は車両の製造・修繕と機械・製缶の得意分野に絞って武庫川技研と三共マシンは廃業、累積損失を解消するために工場の土地・建物を売却して、1983年には本社を鳴尾浜に移転した。こうして経営の再建を図った結果、同社の業績は順調に回復した。

### 復興から解散
このようなリストラを推進したことと親会社の阪神がジェットカー第一世代の代替に新車投入で対応したことから、武庫川車両工業の業績は復活、1980年代中盤以降は急行系車両の新車として8000系を大量に受注したほか、京福電気鉄道と叡山電鉄の新造車の発注もあって良好な経営状態で推移した。8000系の新造は1995年の阪神・淡路大震災の直後まで続き、その後も震災被災廃車車両の代替新造や叡山電鉄900系電車（きらら）をはじめとした京福電気鉄道・叡山電鉄向け車両の新造が続いたことから、1998年度までは利益を計上することができた。
しかし、これらの車両の新造が一段落した1999年度以降は、阪神の鉄道旅客輸送量が減少したことに加え、車両も普通系、急行系とも更新がほぼ完了して新造時期が10年程度延長したことから、新造車両の発注が大幅に減少、赤字決算に転落してしまう。その後も車両の新造が増加する見込みがなかったことから、阪神は武庫川車両工業を解散、その代わりに車両のメンテナンスに特化した新会社を設立することとした。こうして2002年5月に新会社の阪神車両メンテナンス株式会社を設立してメンテナンス業務を移管、武庫川車両工業は同年9月24日に竣工した9300系9505Fを最後に車両の製造を終了、9月30日に解散し、阪神車輌工業を含む61年の歴史に幕を閉じた。
同年には尼崎市のアルナ工機が事業別分社化および鉄道線向け車両製造事業から撤退し（分社したアルナ車両は路面電車製造を継続）、兵庫県内に本社を置く老舗の鉄道車輌メーカー2社が廃業した。

## 製造車両

### 特徴

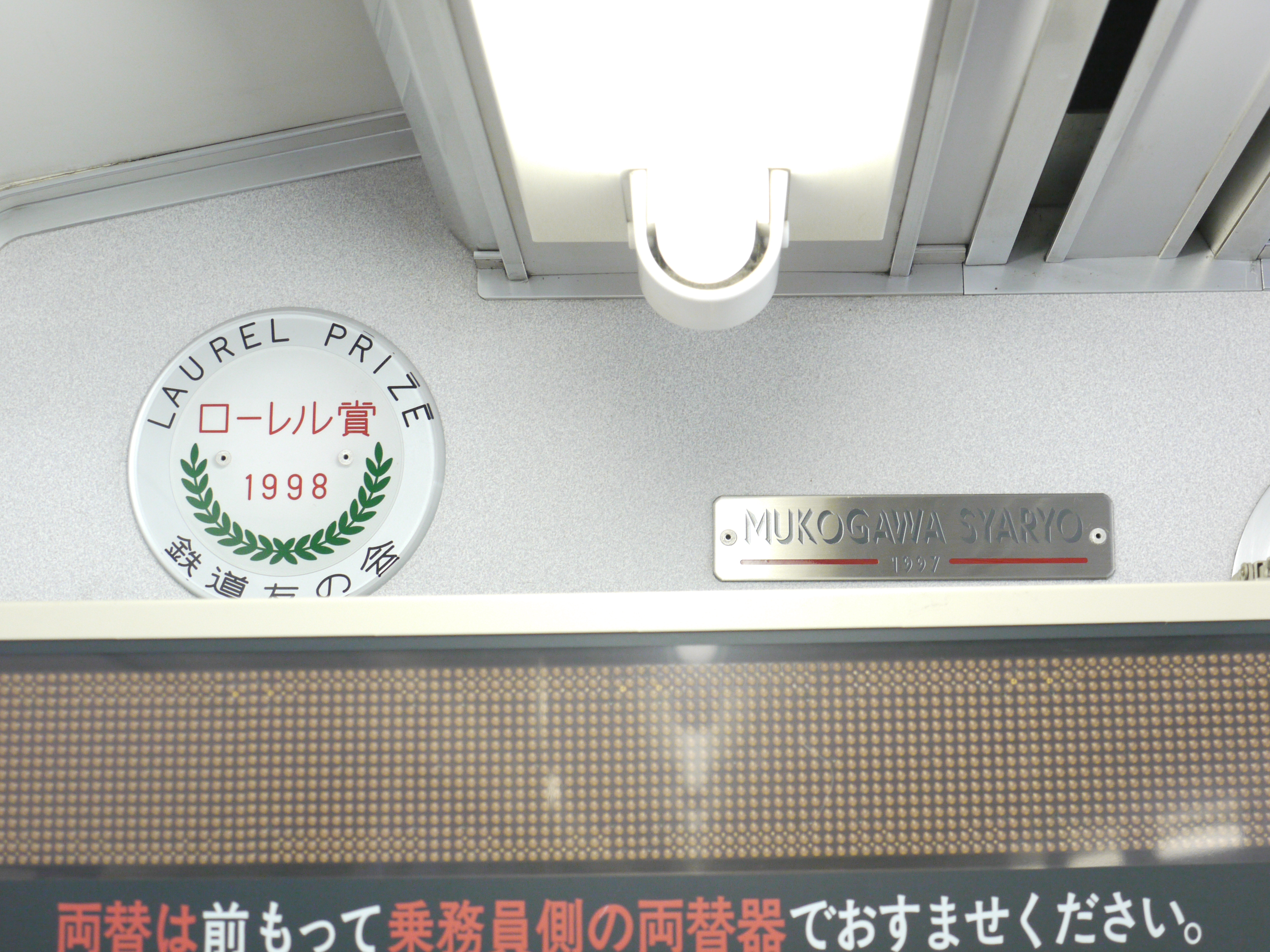
叡山電鉄900系電車の銘板

- 車体は一般的な鋼鉄製のもので、アルミ製やステンレス製の車両を製造したことはなかった[注釈 5]。ただし、軽金属を部材として使用したことはある上、阪神5500系や9300系の屋根にステンレスが用いられている。
- モボ501形以降の嵐電車両（モボ21形を除く）や叡電800系、えちぜん鉄道MC5001形のように、ナンバーの字体に阪神独特の縦長ゴシックを採用した車両が多い。また、これらの車両を含めた京福系各社の発注車両は、車内の化粧板に薄緑色の格子柄のデコラ板や毛足の長いシートモケット[注釈 6]を使うなど、1970年代の阪神電車の雰囲気を今に伝えている。
- 発注各社の路線の性格から、受注車両のほとんどが通勤用のロングシート車であったが、叡電のデオ900形「きらら」や阪神9300系のようにクロスシート車を受注・製造し、「きらら」が1997年度の鉄道友の会ローレル賞を受賞したように、他社にひけをとることはなかった。なお、後年は車両デザイン面で近畿車輛と提携している。

### 阪神電気鉄道
- 7801・7901形
- 5261形
- 5311形
- 7001・7101形
- 3801・3901形
- 5001形 (2代)
- 5131・5331形
- 8000系
- 5500系（5505F - 5509Fは除く）
- 9300系

### 京福電気鉄道
嵐山線
- モボ301形
- モボ501形
- モボ611形
- モボ621形
- モボ631形
- モボ2001形
- モボ21形
- モト1000形

福井本社
- モハ5001形

鋼索線
- ケ形

### 叡山電鉄
- デオ600形
- 700系
- 800系
- 900系（きらら）
- デト1000形

### 野上電気鉄道（受注のみ）
- 80形 - 設計図が完成し一部部品の発注を行ったものの野上電鉄側の経営難の事情でキャンセルされた。その後野上電鉄は鉄道線廃線・企業としても解散した。

### その他
- 西鉄2000形電車 - 川崎重工業のOEM形式で一部編成を自社に委託する形で製造していた[注釈 7]。

## 阪神車両メンテナンス
阪神車両メンテナンス株式会社（はんしんしゃりょうメンテナンス）は兵庫県尼崎市に本社を置く会社。阪急阪神東宝グループの一員。

### 概要
2002年、売上減少となった武庫川車両工業のメンテナンス業務を継承する形で設立された。旧阪神系の会社であり、阪神車両の検査業務を行っている。
なお、かつては同じく阪急阪神東宝グループで鉄道車両の検査業務を実施している会社は他にも旧阪急系のグローバルテックがあったが、両社間での人的交流はなかった。

### 事業内容
鉄道車両の定期検査および各種検査の請負をはじめ鉄道車両の清掃および整備、改造等も行っている。

### リニューアル改造車両
阪神電気鉄道
- 8000系
- 9000系
- 5500系

山陽電気鉄道
- 3000系[4]
- 5000系

能勢電鉄
- 5100系（元阪急5100系）[5]
- 7200系（元阪急7000系）

えちぜん鉄道
- MC6001形・MC6101形（元愛知環状鉄道100系）
- MC7000形（元JR東海119系）
- MC8000形（元静岡鉄道1000形）

京福電気鉄道
- モボ501形
- モボ621形

叡山電鉄
- 700系

### 新造車両
- 阪神5550系電車（艤装のみで、車体はアルナ車両が製造）